# Twan Scheepers
Twan Scheepers (Eindhoven, 8 novembre 1971) è un allenatore di calcio ed ex calciatore olandese, di ruolo attaccante.

## Palmarès

### Giocatore

#### Competizioni nazionali
- Campionato olandese: 2

PSV: 1990-1991, 1991-1992
- Coppa dei Paesi Bassi: 1

PSV: 1989-1990